# Bahire Bediş Morova Aydilek
Bahire Bediş Morova Aydilek (née en 1897 en Bosnie, morte le 10 octobre 1938) est une personnalité politique turque. Elle fait partie des dix-huit premières femmes élues député à la Grande Assemblée nationale de Turquie.

## Biographie
Après avoir suivi des études primaires et secondaires à Bolu, elle y devient professeur de dessin dans une école de peinture. Elle quitte son emploi en 1927 à cause de problèmes de vue et travaille pour le Parti républicain du peuple (CHP) et pour la halkevi de Bolu.
En 1934 elle est remarquée par Kemal Atatürk, qui lui fait attribuer le nom de bediz (plus tard retranscrit bediş), qui signifie « peintre ».
Le 8 février 1935, lors des législatives de 1935, elle est élue députée du CHP dans la circonscription de Konya.  Elle siège dans la commission des douanes et des monopoles de la Ve législature, qui est la première à compter des femmes (18),.
Elle montre pendant son mandat une attention particulière a sa circonscription en défendant à l'Assemblée des projets de canaux d'irrigation autour du lac de Beyşehir, de voirie, de raccord au réseau ferré avec Ankara, le droit du travail des paysans, de pénalisation des abus de pouvoir de fonctionnaires envers les administrés ainsi que des mesures de protection du patrimoine historique.
Elle meurt le 10 octobre 1938, le même jour que Kemal Atatürk.